# ابن الأزرق
محمد بن علي بن محمد الأصبحي الأندلسي، أبو عبد الله، شمس الدين الغرناطي، المشهور بابن الأزرق كان عالم اجتماعي سلك طريقة ابن خلدون.
هو أبو عبد الله، محمد، بن علي، بن الأزرق، الحميريّ، الأصبحي، الأندلسي، الغرناطي، المالقي. ولد ببلدة “مالقة” عام 831 هـ – 1428م أو 1429 م، وهي إحدى ولايات غرناطة آنذاك على عهد ملوك بني نصر، وقد سقطت هذه البلدة بأيدي الإسبان سنة 892 هـ – 1487م.
نشأ ببلدة “مالقة” فبدأ بحفظ القرآن الكريم وبعض المصنفات العلمية والأدبية، حسب عادات أهل الأندلس في طريقة التربية والتعليم المتبعة عندهم، وقد نشأ في بيت علم ودين وعفة وهذا ما دفع به أن يهتم اهتماماً كبيراً بالأخلاق والسلوك.
أبرز شيوخه هم، أبو إسحاق إبراهيم بن أحمد البدوي، قاضي “مالقة” تلا عليه القرآن بتلاوة ابن كثير، وأبي عمرو محمد بن محمد ابن منظور وعنه أخذ العربية والفقه والفرائض والحساب.
إن أهمية ابن الأزرق تبرز في عطائه العلمي في كتابة الفريد “بدائع السلك في طبائع الملك” وموضوعه السياسة العقلية والشرعية والاجتماع البشري، وقد احتوى القسم الأكبر منه على الأخلاق والممارسات التطبيقية التي مرّ عليها ابن خلدون مروراً محدوداً فكان مكملاً لمقدمته.
شغل ابن الأزرق طوال حياته أربع وظائف اثنتان رسميتان، هما القضاء والسفارة واثنتان تطوعيتان هما التدريس والإفتاء.
توفي في القدس يوم الإثنين السادس عشر من شوال سنة تسع وتسعين وثمانمائة 899 هـ – 1491م،

## كتبه
- شفاء الغليل في شرح مختصر خليل
- بدائع السلك في طبائع الملك
- روضة الإعلام بمنزلة العربية من علوم الإسلام
- الإبريز المسبوك في كيفية آداب السلوك